# 欧金·贝日纳留
欧金·贝日纳留（羅馬尼亞語：Eugen Bejinariu，發音：[e.uˈdʒen beʒiˈnarju]；1959年1月28日—），罗马尼亚政治人物，社会民主党成员。2004年12月21日阿德里安·讷斯塔塞总理在总统大选中被特拉扬·伯塞斯库击败，宣布辞职并转任众议院议长，由政府协调部长贝日纳留担任临时总理（12月21日-12月28日）。
贝日纳留曾长期担任罗马尼亚国家礼宾司(RAPPS)司长。